# Weibel
Weibel (n. mileniul II) este un trăgător de tir ce a reprezentat Elveția, medaliat olimpic. A participat la 1 ediție a Jocurilor Olimpice (1920) în care a câștigat 1 medalie de bronz.